# 草莓状马先蒿
草莓状马先蒿（学名：Pedicularis fragarioides）为列当科马先蒿属的植物，为中国的特有植物。分布在中国大陆的四川等地，生长于海拔4,700米的地区，多生长在碎石坡上，目前尚未由人工引种栽培。